# Cres - rt Suha - rt Meli
Cres - rt Suha - rt Meli este o arie protejată (sit de importanță comunitară — SCI) din Croația întinsă pe o suprafață de 7.501,87 ha, integral marine.

## Localizare
Centrul sitului Cres - rt Suha - rt Meli este situat la coordonatele 44°36′08″N 14°33′11″E / 44.602136°N 14.553174°E.

## Înființare
Situl Cres - rt Suha - rt Meli a fost declarat sit de importanță comunitară în iulie 2013 pentru a proteja un număr necunoscut de specii din flora spontană și fauna sălbatică aflate în arealul zonei.

## Biodiversitate
Situată în ecoregiunea marină mediteraneană, aria protejată conține 5 habitate naturale: Peșteri marine scufundate complet sau parțial, Terase mlăștinoase și terase nisipoase neacoperite de apă la reflux, Straturi cu Posidonia (Posidonion oceanicae), Recifuri, Golfuri mici largi și golfuri puțin adânci.
La baza desemnării sitului se află un număr nedeclarat de specii protejate.